# Volker Schütz (Musikpädagoge)
Volker Schütz (* 23. Juli 1939; † 22. Januar 2022 in Handorf) war ein deutscher Musikpädagoge und Hochschullehrer.

## Leben
Volker Schütz studierte ab 1959 die Fächer Anglistik, Musikwissenschaft, Philosophie und Pädagogik an der Universität Frankfurt am Main sowie ab 1961 Schulmusik an der dortigen Musikhochschule. Von 1961 bis 1971 ging er einer Nebentätigkeit als Kirchenmusiker in Offenbach am Main nach, von 1969 bis 1977 war er Gymnasiallehrer für Musik und Englisch in Frankfurt am Main und Lüneburg. Von 1977 bis 1989 war er als Akademischer Rat im Fach Musikpädagogik an der Pädagogischen Hochschule bzw. Universität Lüneburg tätig, wo er 1982 promoviert wurde. 1989 wurde er als Professor für Musikpädagogik an die Hochschule für Musik Würzburg berufen, an der er bis zu seiner Pensionierung im Jahr 2003 lehrte.
Seine Schwerpunkte in Forschung und Lehre waren Didaktik und Methodik der afroamerikanischen Rock- und Popmusik und traditionelle afrikanische Musik. In beiden Bereichen leistete er Pionierarbeit, entwickelte innovative Lehrkonzepte und Materialien für den schulischen Musikunterricht und engagierte sich in der Lehrerfortbildung. 1981 gründete Volker Schütz gemeinsam mit Wulf-Dieter Lugert das Institut für Didaktik populärer Musik sowie die Zeitschrift "Populäre Musik im Unterricht" (ab 1989 "Die Grünen Hefte", seit 1997: "Praxis des Musikunterrichts: die grünen Hefte"). In den 1990er Jahren organisierte Volker Schütz Fortbildungen im westafrikanischen Gambia und ermöglichte so Musiklehrkräften, vor Ort direkte Erfahrungen mit traditioneller Musik zu machen und von einheimischen Musikern zu lernen. In den musikpädagogische Fachdiskurs zum Interkulturellen Lernen führte Volker Schütz das Konzept der Transkulturalität im Anschluss an den Philosophen Wolfgang Welsch ein.
Ab 1992 war Volker Schütz Bundesvorsitzender des Arbeitskreises für Schulmusik (AfS), 2003 wurde er zum Ehrenmitglied des Verbands ernannt. 2007 gründete er gemeinsam mit seiner Frau Elisabeth Kirchner-Schütz das Heiltherapiezentrum „Windlicht“ in Handorf bei Lüneburg, in dem er bis zu seinem Tod arbeitete.

## Schriften (Auswahl)
- Rockmusik – Eine Herausforderung für Schüler und Lehrer. Isensee, Oldenburg 1982. ISBN 3-920557-49-2.
- Musik in Schwarzafrika. Arbeitsbuch für den Musikunterricht in den Sekundarstufen. Mit Doppel-CD. Lugert Verlag, Oldershausen 1992. ISBN 978-3-930915-15-6.
- Welchen Musikunterricht brauchen wir? Teil I: Klärung einiger Voraussetzungen. (PDF) In: AfS-Magazin. Heft 1/1996, S. 3–8. Abgerufen am 27. September 2024.
- Welchen Musikunterricht brauchen wir? Teil 2: Perspektiven eines brauchbaren Musikunterrichts. (PDF) In: AfS-Magazin. Heft 3/1997, S. 3–10. Abgerufen am 27. September 2024.